# نيكولاي فيودوروفيتش فاتوتين
الجنرال نيكولاي فيودوروفيتش فاتوتين (بالروسية: Никола́й Фёдорович Вату́тин) وُلد في تشيبوخينو غوبرنيه فورونيج (بيلوغورود حاليا) بالإمبراطورية الروسية بتاريخ 03 ديسمبر 1901 (بحسب التقويم الجديد أو 16 ديسمبر 1901 بحسب التقويم القديم)، وتوُفي بالمستشفى العسكري بمدينة كييف في 15 إبريل 1944 بعدما أصيب خلال هجوم شنّه جيش المتمردين الأوكراني بالقرب من قرية ميلياتين بريفن أوبلاست في 28 فبراير 1944، نُقل على أثرها إلى المستشفى العسكري بكييف حيث فارق الحياة متأثرا بإنتان الجرح، بعدها نال جنازة عسكرية في كييف كما مُنح وسام بطل الاتحاد السوفيتي.

## وصلات خارجية
- Як загинув Микола Ватутін? Документальна правда про поранення, лікування та смерть (برافدا الأوكرانية بتاريخ 11.12.2010